# Carraízo (Trujillo Alto)
Carraízo es un barrio ubicado en el municipio de Trujillo Alto en el estado libre asociado de Puerto Rico. En el Censo de 2010 tenía una población de 16399 habitantes y una densidad poblacional de 1.185,93 personas por km².

## Geografía
Carraízo se encuentra ubicado en las coordenadas 18°20′7″N 66°1′29″O / 18.33528, -66.02472. Según la Oficina del Censo de los Estados Unidos, Carraízo tiene una superficie total de 13.83 km², de la cual 12.95 km² corresponden a tierra firme y (6.37%) 0.88 km² es agua.

## Demografía
Según el censo de 2010, había 16399 personas residiendo en Carraízo. La densidad de población era de 1.185,93 hab./km². De los 16399 habitantes, Carraízo estaba compuesto por el 76.52% blancos, el 11.63% eran afroamericanos, el 0.51% eran amerindios, el 0.16% eran asiáticos, el 0.02% eran isleños del Pacífico, el 8.23% eran de otras razas y el 2.93% pertenecían a dos o más razas. Del total de la población el 99.02% eran hispanos o latinos de cualquier raza.